# Добручи
Добручи — деревня в Гдовском районе Псковской области России. Административный центр Добручинской волости.

## География
Деревня находится в северной части региона, в зоне хвойно-широколиственных лесов, на расстоянии примерно 18 километров (по прямой) к северо-северо-востоку (NNE) от города Гдова, административного центра района.

### Климат
Климат характеризуется как умеренно континентальный, с относительно коротким тёплым летом и продолжительной, как правило, снежной зимой. Средняя многолетняя температура самого холодного месяца (января) составляет −8°С, температура самого тёплого (июля) — +17,4°С. Среднегодовое количество осадков — 684 мм.

## История
Законом Псковской области от 28 февраля 2005 года Добручи возглавило образованное муниципальное образование Добручинская волость

## Население
| 2001 | 2002 | 2010 | 2020 |
| ---- | ---- | ---- | ---- |
| 533  | ↘469 | ↘392 | ↘360 |

## Инфраструктура
Администрация поселения.

## Транспорт
В 5 километрах от деревни находится недействующая железнодорожная станция Добручи, расположенная на закрытой в 2012 году линии Гдов — Сланцы с направлением на Санкт-Петербург.